# Ева Свобода
Ева Нікола Свобода (пол. Ewa Nikola Swoboda; нар. 26 липня 1997, Жори) — польська легкоатлетка, яка спеціалізується на коротких спринтах. Вона є триразовою призеркою чемпіонатів Європи в приміщенні з бігу на 60 метрів, вигравши золоту медаль у 2019 році та срібні медалі у 2017 та 2023 роках.
17-річна дівчина стала фіналісткою з бігу на 60 м у своєму дебютному забігу серед дорослих на чемпіонаті Європи в приміщенні 2015 року. У віці 17 років вона стала чемпіонкою Європи серед юніорів 2015 року з бігу на 100 метрів, а також здобула срібну медаль на чемпіонаті світу серед юніорів 2016 року. Двічі перемагала на чемпіонаті Європи серед юніорів до 23 років (2017, 2019). Свободі належить світовий юніорський рекорд з бігу на 60 метрів (7,07 секунди) та рекорд Польщі (6,98 секунди). Вона є багаторазовою призеркою національних чемпіонатів на відкритому повітрі та в приміщенні.

## Нагороди
- Медаль до 100-річчя відновлення незалежності (2019)